# 布製絵本
布製絵本（ぬのせいえほん）、布絵本（ぬのえほん）、布の絵本（ぬののえほん）は、厚手の台布にアップリケや刺繍等の要素で表現した絵本である。商業出版されているものの多くは乳幼児向けに遊具を兼ねた製品だが、障害のある子どものためのバリアフリー絵本として手作りされるものもある。

## 概説
通常の絵本と違い、大量の文字を印刷することは不可能であるため、「読む」ことには向いてはいない。しかしながら、例えば特定の文字を縫いこんだり、マジックテープではがして直に触らせるなど、立体的な活用をすることができる。その意味では「読む」よりも「目で認識させる」「触感で認識させる」などといった知育玩具的な要素が強い。読み聞かせる代わりに自分で遊ぶことができるので、絵本を与えるよりも早い年齢から与えることができる。
また、裁縫の工夫次第で幼児を喜ばせる仕掛け（例えば、家の絵の窓を開けると出てくる人物や動物を変えることができる、仕掛けの中に隠した乗り物を引っ張り出したりしまったりできる、絵の中の風車や水車を回すことができるなど）を作ることができることから、オリジナリティを出しやすく、家庭科系のクラブ活動等で取り組むケースも見られるようである。

## バリアフリー絵本として
1975年に発足した「障害をもつ子どもと本の会」で、アメリカの主婦の手作り布絵本「Busy Book」が紹介されたことを契機に、作られるようになった。組織として中心となったのは、北海道札幌市で活動する私立図書館「ふきのとう文庫」である。
その後、有志による布絵本製作グループや家庭文庫での活動が続けられ、公共図書館等にも普及が進んでいる。2021年度の調査では、都道府県立図書館の70.2％、市区町村立図書館の43.6%で布の絵本が所蔵されている。
いくつかの制作グループが、オリジナル作品を考案し著作物として管理しており、材料セットの販売のほか、一部については条件を設けて完成品の販売や貸出を行っている。